# El Portal de las Mascotas
El Portal de las Mascotas fue un programa de televisión argentino que se emitió entre 2000 y 2006. Fue creado y conducido por Raúl Portal. 
Fue un programa basado en la protección y en la tenencia responsable de las mascotas. En 2006 recibió el Martín Fierro al mejor programa de servicios.

## Historia
El programa comenzó a emitirse el 3 de diciembre de 2000 con episodios piloto durante 2 meses de prueba, producido por GP Producciones. Superadas las expectativas, el programa continuó emitiendose. 
El programa estaba centrado en el encuentro de mascotas abandonadas o perdidas con sus respectivos dueños y en la adopción de mascotas, por lo que contaba con un servicio telefónico habilitado para recibir los llamados de los posibles dueños. Además de ser un programa de entretenimiento, que contaba con una sección de diversos juegos, también fue informativo sobre los animales y las distintas instituciones que fomentan la ayuda a los animales en situación de calle.
El programa televisivo también contó con un programa radial, emitido de lunes a viernes de 16 a 18hs. por Radio Concepto AM 1150 y conducido por el propio Portal. También contó con una revista de publicación mensual y con un sitio web donde los televidentes le enviaban mensajes que luego el conductor leía al aire.

## Premios
| Premio        | Categoría                   | Resultado | Año  |
| ------------- | --------------------------- | --------- | ---- |
| Martín Fierro | Mejor programa de servicios | Nominado  | 2002 |
| Martín Fierro | Mejor programa de servicios | Ganador   | 2005 |